# Fritz Henle
Fritz Henle (né le 9 juin 1909 à Dortmund et mort le 31 janvier 1993 à Sainte-Croix, Îles Vierges américaines) est un photographe américain  d'origine allemande.

## Biographie
Tout d'abord étudiant en physique à Munich, il abandonne ses études pour se consacrer entièrement à son art. Sa première photographie, représentant un haut fourneau est publiée alors qu'il n'a que vingt ans. La photographe Hannah Seewald s'intéresse alors à lui, et lui permet d'accéder à l'École bavaroise de photographie de Munich, dont il sort avec le très rare diplôme d'honneur. Tout juste diplômé, il reçoit une commande qui l'emmène à Florence pour photographier les œuvres d'art de la Renaissance.
Il se prend alors de passion pour la Toscane, et les photos qu'il en prend intéressent la compagnie Lloyd Tourismus, pour laquelle il sillonne l'Italie en 1934. En 1935 et 1936, il photographie la Chine et le Japon. En 1936, à la suite d'une commande de Time Inc., ses photos sont publiées dans le magazine Fortune. Il entreprend ensuite un voyage aux États-Unis, où il se met au service du magazine Life, ce qui facilitera ensuite sa naturalisation: il deviendra en effet citoyen des États-Unis en 1942.
Une fois aux États-Unis, il travaille en tant que photojournaliste indépendant pour de grands magazines comme  Fortune, Life ou encore Harper's Bazaar. Il travaille alors avec un Rolleiflex qui ne le quittera plus, de même que le format carré, qu'il affectionnait particulièrement. En 1958, il quitte son studio new-yorkais et part s'installer à Sainte-Croix, dans les Îles Vierges américaines. Il se marie ensuite avec un de ses modèles. Connu comme un photographe éclectique, il semblait néanmoins avoir une certaine prédilection pour le nu. Il est également connu pour ses portraits de Diego Rivera et Frida Kahlo, qui étaient aussi pour lui des amis proches.
Ne voulant pas perdre le contact avec son pays natal, l'Allemagne, il continue jusqu'à la fin de sa vie à voyager en Europe. Il meurt en 1993, à Sainte-Croix. Pendant plus de soixante ans de carrière, il a réuni une collection de plus de 110 000 négatifs. Il a été cité par l'historien de la photographie Helmut Gernsheim comme étant « le dernier grand photographe classique ».